# GNG3
GNG3 (англ. G protein subunit gamma 3) – білок, який кодується однойменним геном, розташованим у людей на короткому плечі 11-ї хромосоми. Довжина поліпептидного ланцюга білка становить 75 амінокислот, а молекулярна маса — 8 305.
| 10         |  | 20         |  | 30         |  | 40         |  | 50         |
| ---------- |  | ---------- |  | ---------- |  | ---------- |  | ---------- |
| MKGETPVNST |  | MSIGQARKMV |  | EQLKIEASLC |  | RIKVSKAAAD |  | LMTYCDAHAC |
| EDPLITPVPT |  | SENPFREKKF |  | FCALL      |  |            |  |            |

A: Аланін

C: Цистеїн

D: Аспарагінова кислота

E: Глутамінова кислота

F: Фенілаланін

G: Гліцин

H: Гістидин

I: Ізолейцин

K: Лізин

L: Лейцин

M: Метіонін

N: Аспарагін

P: Пролін

Q: Глутамін

R: Аргінін

S: Серин

T: Треонін

V: Валін

Кодований геном білок за функціями належить до білків внутрішньоклітинного сигналінгу, фосфопротеїнів. 
Локалізований у клітинній мембрані, мембрані.